# Стампе, Кристина
Кристина Стампе (дат. Christine Stampe, урождённая Дальгас (дат. Dalgas); 20 апреля 1797 — 5 мая 1868) — датская дворянка, известная как один из главных благотворителей датско-исландского скульптора Бертеля Торвальдсена.

## Биография
Кристина Маргарита Саломея Дальгас вышла замуж за барона Хенрика Стампе (род. 1795). Она родила от него двоих сыновей, а её внучка Астрид стала известной активисткой движения за права женщин.
После свадьбы супруги сначала жили в Кристинелунне, на ферме, принадлежащей поместью Нюсё на датском острове Зеландия. Усадьба Кристинелунн, которую Хенрик назвал в честь своей жены, ныне включена в датский реестр охраняемых зданий. Несколько лет спустя они переехали в главный дом поместья Нюсё, где жили многие известные датские художники и писатели, в том числе писатель Ханс Кристиан Андерсен и скульптор Бертель Торвальдсен. Кристина стала близкой подругой последнего, который прожил в Нюсё большую часть последних шести лет своей жизни. Она поддерживала его в работе и помогла собрать средства на строительство музея Торвальдсена в Копенгагене.
Её мемуары о Торвальдсене, «Воспоминания баронессы Стампе о Торвальдсене», были опубликованы в 1912 году, и с ними связывают возрождение интереса к творчеству этого скульптора.
Портрет Кристины Стампе, выполненный художником Кристианом Альбрехтом Йенсеном в 1827 году, ныне хранится в музее Торвальдсена.